# 大船渡警察署
大船渡警察署（おおふなとけいさつしょ）は、岩手県警察が管轄する警察署の一つである。識別章所属表示はSK。

## 管轄区域
- 大船渡市
- 陸前高田市
- 気仙郡住田町

## アクセス
- JR大船渡線BRT・三陸鉄道リアス線 盛駅より
  - 岩手県交通バス利用
    - ｢県立大船渡病院｣行に乗車し、｢大船渡警察署前｣下車。

  - 徒歩15分
- JR大船渡線BRT 田茂山駅より 徒歩5分

## 沿革
- 2011年（平成23年）3月11日　-　東日本大震災により、高田幹部交番、大船渡駅前交番、赤崎駐在所、小友駐在所が被災流失する。
- 2016年（平成28年）4月7日　-　高田幹部交番が陸前高田市竹駒町字滝の里地区の仮設庁舎から陸前高田市高田町字栃ヶ沢210番地5に新庁舎が再建され業務を開始する。

## 組織
- 署長
- 副署長
- 警務課
  - 警務係
  - 警察安全相談係
  - 被害者支援係
  - 留置管理係
- 会計課
  - 会計係
- 生活安全課
  - 生活安全係
- 地域課
  - 地域企画指導係
  - 自動車警ら班
  - 警備船係
- 刑事課
  - 刑事第一係
  - 刑事第二係
  - 鑑識係
- 交通課
  - 交通企画係
  - 交通規制係
  - 交通捜査係
- 警備課
  - 警備係

## 交番・駐在所
括弧内は読み方及び所在地を表す。

### 大船渡市
- 港（みなと）交番※旧大船渡駅前交番（大船渡市大船渡町字野々田21-6）
- さんりく駐在所（大船渡市三陸町越喜来字小出31-15）
- 立根（たっこん）駐在所（大船渡市立根町字堰口26-11）
- 日頃市（ひころいち）駐在所（大船渡市日頃市町字関谷95-2）
- 末崎（まつさき）駐在所（大船渡市末崎町字山岸8-6）
- 綾里（りょうり）駐在所（大船渡市三陸町綾里字宮野15-3）

### 陸前高田市

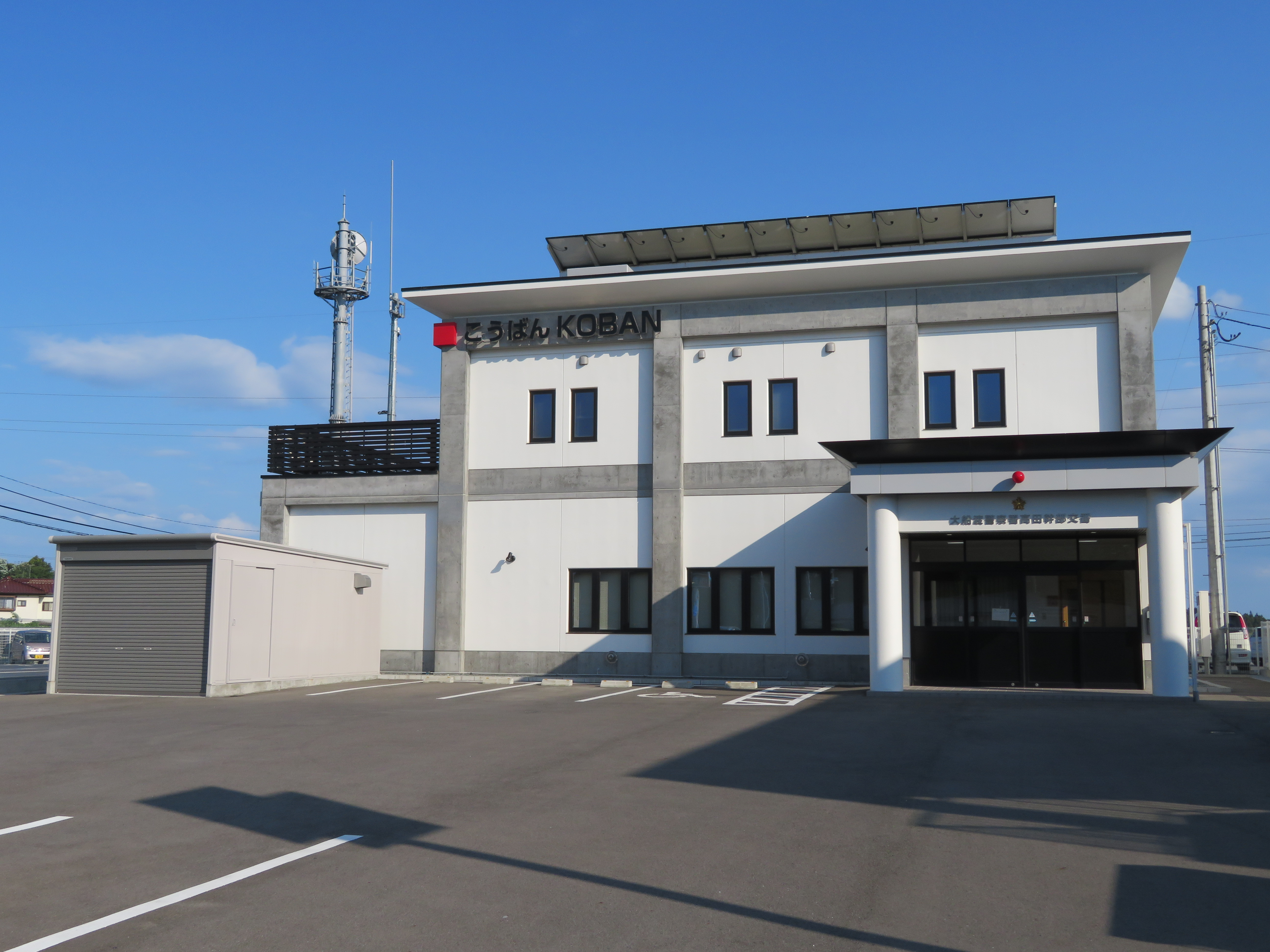
高田幹部交番

- 高田（たかた）幹部交番（陸前高田市高田町字栃ヶ沢210-5）
- 気仙（けせん）駐在所（陸前高田市気仙町字二日市97-6）
- 広田（ひろた）駐在所（陸前高田市広田町字大久保121-7）
- 矢作（やはぎ）駐在所（陸前高田市矢作町字諏訪22-1）

### 住田町
- 上有住（かみありす）駐在所（気仙郡住田町上有住字山脈地25-6）
- 世田米（せたまい）駐在所（気仙郡住田町世田米字火石33-44）

## 警備艇
- さんりく 岩1 （22.00t）

2003年（平成15年）9月までは釜石警察署に配置されていたが、大船渡港が拡充される中で気仙地方には警察・海上保安部とも警備救難船舶の配置がなかったことから、地元からの要請を受けて同年10月1日より当署に配置換えとなったもの。2008年（平成20年）5月には代船建造が行われ、同名の新船に置き換えられた。